# Harald Hesse
Harald Hesse (1817-1897) var en dansk mimiker og danser især kendt som Harlekinfremstiller ved Pantomimeteatret et i Tivoli. Sammen med Niels Henrik Volkersen (1820-1893) (Pjerrot), Peter Busholm (1815-1886) (Kassander) skabte han en dansk udgave af den italienske pantomimetradition.
Hesse er forfatter til Pantomimestykket Pjerrot i Dyrehaven som han skrev sammen med Peter Busholm Senior.
Harald Hesses hustru Henriette Wilhelmine Magdalene Wendrich (f. 1817) var søster til Marie Mathilde Wendrich (f. 1819), der var hustru til Tivolis Pjerrot N.H. Volkersen.  